# The Anthology (álbum de Joe Cocker)
The Anthology  es un álbum recopilatorio del músico británico Joe Cocker, publicado por la compañía discográfica A&M Records en agosto de 1999.

## Lista de canciones

### Disco 1
1. "I'll Cry Instead" – 1:43
2. "Marjorine" – 2:41
3. "Bye Bye Blackbird" – 3:30
4. "Just Like a Woman" – 5:20
5. "Feelin' Alright" – 4:11
6. "Do I Still Figure in Your Life" – 4:01
7. "Don't Let Me Be Misunderstood" – 4:43
8. "With a Little Help from My Friends" – 5:13
9. "Delta Lady" – 2:52
10. "She Came in Through the Bathroom Window" – 2:40
11. "Hitchcock Railway" – 4:40
12. "Something" – 3:35
13. "Dear Landlord" – 3:25
14. "Darling Be Home Soon" – 4:43
15. "The Letter" – 4:10
16. "Space Captain (live)" – 4:11
17. "Honky Tonk Women" (live) – 4:30
18. "Cry Me a River" (live) – 3:57
19. "Let's Go Get Stoned" (live) – 7:34

### Disco 2
1. "Pardon Me Sir" – 3:19
2. "High Time We Went" – 4:30
3. "Black-Eyed Blues" – 4:38
4. "Something to Say" – 5:25
5. "Put Out the Light" – 4:13
6. "I Can Stand a Little Rain" – 3:33
7. "You Are So Beautiful" – 2:45
8. "I Think It's Going to Rain Today" – 4:01
9. "Jamaica, Say You Will" – 4:17
10. "The Jealous Kind" – 3:50
11. "Catfish" – 5:24
12. "A Song for You" – 6:27
13. "Fun Time" – 2:40
14. "I'm So Glad I'm Standing Here Today" (con The Crusaders) – 5:06
15. "Sweet Little Woman" – 4:02
16. "Many Rivers to Cross" – 3:45
17. "Talking Back to the Night" – 4:49
18. "Up Where We Belong" (con Jennifer Warnes) – 3:52

## Posición en listas
| País      | Lista             | Posición |
| --------- | ----------------- | -------- |
| Australia | ARIA Albums Chart | 82       |